# (11926) Orinoco
(11926) Orinoco est un astéroïde de la ceinture principale.

## Description
(11926) Orinoco est un astéroïde de la ceinture principale. Il fut découvert le 18 décembre 1992 à Caussols par Eric Walter Elst. Il présente une orbite caractérisée par un demi-grand axe de 2,45 UA, une excentricité de 0,10 et une inclinaison de 8,0° par rapport à l'écliptique.

## Compléments